# Maya Homburger

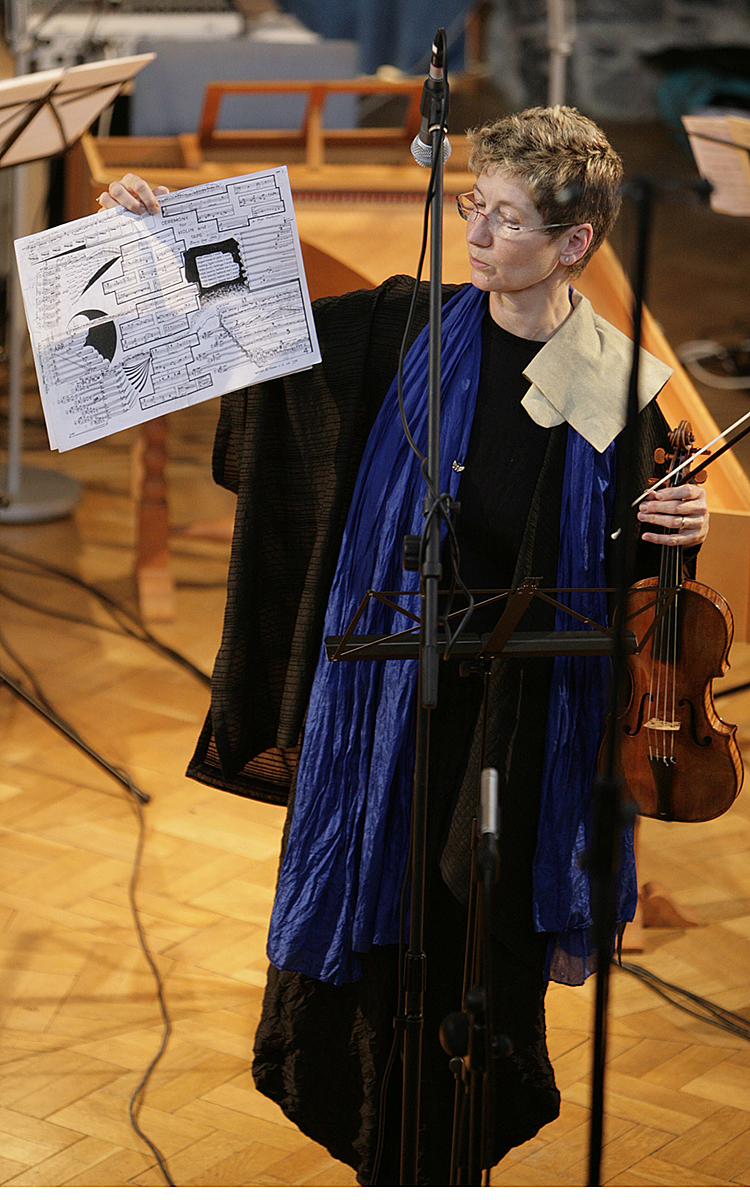
Maya Homburger

Maya Homburger (Zürich, 17 december 1953) is een Zwitserse violiste en muziekproducente die actief is zowel in het barokrepertoire als in moderne muziek.

## Biografie
Homburger is geboren en opgegroeid in Zürich, Zwitserland en studeerde aan het conservatorium van Bern, waar ze haar vioolstudie afsloot bij Eva Zurbrügg. Zij werkt snds 1988 nauw samen met de componist en solo-contrabassist Barry Guy met wie ze ook getrouwd is. Zij woont tegenwoordig weer in Zwitserland maar heeft lange tijd in Engeland en Ierland gewoond.

## Concerten en opnames
In 1986 verhuisde Homburger naar Engeland waar zij speelde bij John Eliot Gardiner's English Baroque Soloists, Trevor Pinnock's The English Concert en andere ensembles op oude instrumenten. Ze gaf concerten en maakte opnamen als leider van the Chandos Baroque Players en richtte haar eigen Trio Virtuoso op. Meer en meer legde ze zich toe op het uitvoeren van kamermuziek en solo-optredens. In 1993 nam ze de Twaalf fantasieën voor soloviool van G.Ph. Telemann op en in 1995 samen met Malcolm Proud de zes sonates voor viool en klavecimbel van J.S. Bach.
In 1999 organiseerde Maya Hamburger een eigen muziekserie in Dublin onder de naam Now and Then. In 2000 was zij een van de concertmeesters and soloisten tijdens J.E. Gardiner’s Bach pilgrimage langs Europese kathedralen en kerken waar zij meespeelde in 52 cantaten van Bach.
Homburger speelt op een Italiaanse barokviool in oorspronkelijke staat die in 1740 werd gebouwd door Antonio dalla Costa uit Treviso.

## Barokmuziek en hedendaagse muziek
Sinds 1988 werkt Homburger veel samen met de componist en solo contrabassist Barry Guy, die ook haar echtgenoot is. Behalve solo-barokvioliste is ze ook manager van the Barry Guy New Orchestra, the London Jazz Composers Orchestra en van een eigen CD label.
Haar eigen stijl als violist komt vooral tot uiting in het uitvoeren van solowerken uit de barokperiode in een context van geïmproviseerde muziek, en het uitvoeren van nieuwe werken van hedendaagse componisten. Dit zijn o.a. Guy’s composities Celebration, Inachis, Aglais en Lysandra voor solo viool, Ceremony voor viool en tape, Bubblets voor viool en klavecimbel. Daarnaast zijn er in opdracht van Homburger en Guy werken gecomponeerd voor barokviool en contrabas door Buxton Orr, Roger Marsh en Giles Swayne.
Samen met Barry Guy heeft Homburger veel concerten gegeven op jazz-, nieuwe muziek- en barokmuziekfestivals in Europa. Ze treden nog steeds veel samen op.

## Discografie (selectie)
- Telemann: XII Fantasie per il violino senza basso 1735 (Maya Records 1993)
- Ceremony (met Barry Guy; ECM 1999)
- Maya Homburger, Walter Prati, Barry Guy: Celebration (Auditorium 2003)
- J.S. Bach: Sonata Nr. 1 BWV 1001/Partita Nr. 2 BWV 1002; Barry Guy: Inachis (Maya Recordings 2003)
- Dakrayon (met Barry Guy & Pierre Favre; Maya Recordings 2005)
- Barry Guy Folio, for baroque violin, violin, double-bass & chamber orchestra (met Münchner Kammerorchester olv Christoph Poppen; ECM 2005)
- H.I.F. Biber: The Mystery Sonatas (met Camerata Kilkenny; Maya Recordings Recordings 2006)
- J.S. Bach: Sonata Nr. 2 BWV 1003/Partita Nr. 2 BWV 1004; Barry Guy: Aglais (Maya Recordings 2008)
- J.S. Bach: Musikalisches Opfer BWV 1079 (met Camerata Kilkenny: Wilbert Hazelzet, Maya Homburger, Marja Gaynor, Sarah McMahon, Malcolm Proud; Maya Records 2012)
- J.S. Bach: Sonata Nr. 3 BWV 1005/Partita Nr. 3 BWV 1006; Barry Guy: Lysandra (Maya Recordings 2011) („CD of the month“; Gramophone)
- Tales of Enchantment (met Barry Guy; Intakt Records 2012)

## Weblinks
- Maya Recordings, de eigen maatschappij van Maya Homburger

- Bibliothèque nationale de France: cb14187716j (data)
- Gemeinsame Normdatei: 135152755
- International Standard Name Identifier: 0000 0000 7731 800X
- Library of Congress Control Number: no98122672
- MusicBrainz: bc4858fc-eec1-4c42-9974-308b1b7c9837
- Nationale Bibliotheek van Israël: 987007424104105171
- Virtual International Authority File: 39001264
- WorldCat: E39PBJhGYrWjKHBvM6VKWPHV4q